# Pánuco de Coronado
Pánuco de Coronado é um município do estado de Durango, no México.